# Bouray-sur-Juine
Bouray-sur-Juine è un comune francese di 1 950 abitanti situato nel dipartimento dell'Essonne nella regione dell'Île-de-France.

## Società

### Evoluzione demografica
Abitanti censiti